# Мальченко Олег Євгенович
Олег Євгенович Мальченко (нар. 1969, с. Кошмак, Черкаська область) — український історик, науковець, дослідник історії артилерії. Доктор історичних наук (2018).

## Життєпис
1992 року закінчив історичний факультет Національного педагогічного університету ім. М. П. Драгоманова.
Від 1997 — у відділі історії і теорії археографії та споріднених джерелознавчих наук Інституту української археографії та джерелознавства імені М. С. Грушевського НАН України, від 2002 — старший науковий співробітник.

## Доробок
Монографії:
- «Укріплені поселення Брацлавського, Київського і Подільського воєводств (XV — середина XVII ст.)» (2001),
- «Арсенали українських замків XV — середини XVII ст.» (2004),
- «Артилерія на українських землях у XIV–XV століттях» (2005),
- «Художнє лиття гармат у Гетьманщині за часів правління Івана Мазепи» (2007),
- «Орнаментована артилерія на Правобережній Україні (XV–XVIII ст.)» (2009),
- «Музей української артилерії XV–XVIII століть. Частина І. Українські гармати у зарубіжних музейних колекціях» (2011),
- «Київський артилерійський арсенал у другій половині XVII ст.» (2017),
- «Італійська артилерія XV-XVII ст. у північному Причорномор'ї» (2024)[2].

Сфера наукових інтересів: фортифікаційне будівництво, розвиток артилерії в українських землях XV–XVIII ст., зброєзнавство, декор і символіка історичних гармат, давні гармати як історичне джерело.